# Vacanța căpitanului
„Vacanța căpitanului” (titlu original: „Captain's Holiday”) este al 19-lea episod din al treilea sezon al serialului TV american științifico-fantastic Star Trek: Generația următoare și al 67-lea episod în total. A avut premiera la 2 aprilie 1990. 
Episodul a fost regizat de Chip Chalmers după un scenariu de Ira Steven Behr. Invitat special al acestui episod este Max Grodenchik în rolul lui Sovak.

## Prezentare
Picard se lasă convins să-și ia un concediu binemeritat pe planeta plăcerilor Risa, dar se implică în vânătoarea de comori a unei femei.

## Actori ocazionali
- Jennifer Hetrick - Vash
- Karen Landry - Ajur
- Michael Champion - Boratus
- Max Grodénchik - Sovak
- Deidre Imershein - Joval